# Сакса Рубра
Сакса Рубра (Saxa Rubra; sassi rossi) е селище и станция Saxa Rubra 90 на железопътната линия Roma Flaminio–Viterbo на 9 км от центъра на Рим в Municipio XX.
През древността e село на Виа Фламиния на 9 мили от Рим. До селото през 477 пр.н.е. се състои Битката при Кремера и Битката на Милвийския мост през 312 г.
На 28 октомври 312 г. на Милвийския мост до селото се провежда битката между Максенций и Константин Велики. Преди битката на Константин Велики се явили думите на небето: „С този знак ще победиш“ (In hoc signo vinces).
Днес тук се намира продукционният център Centro di Produzione RAI Saxa Rubra на италианската национална радиотелевизия Radiotelevisione Italiana (RAI).